# 李立峰
李立峰，清华大学精密仪器系教授，主要研究方向是衍射光栅的电磁场理论，中华人民共和国教育部第二批“长江学者”特聘教授。
1976年2至1978年3月在北京电光源研究所工作；1978年3月至1981年5月在哈尔滨工业大学激光专业获学士学位，1981年8月至1988年5月在亚利桑那大学获物理学硕士、光学博士学位，1988年5月至2000年1月在该校光学中心攻读博士后、任教；2000年1月至今，在清华大学精密仪器系任教授。